# Loheland-Gymnastik

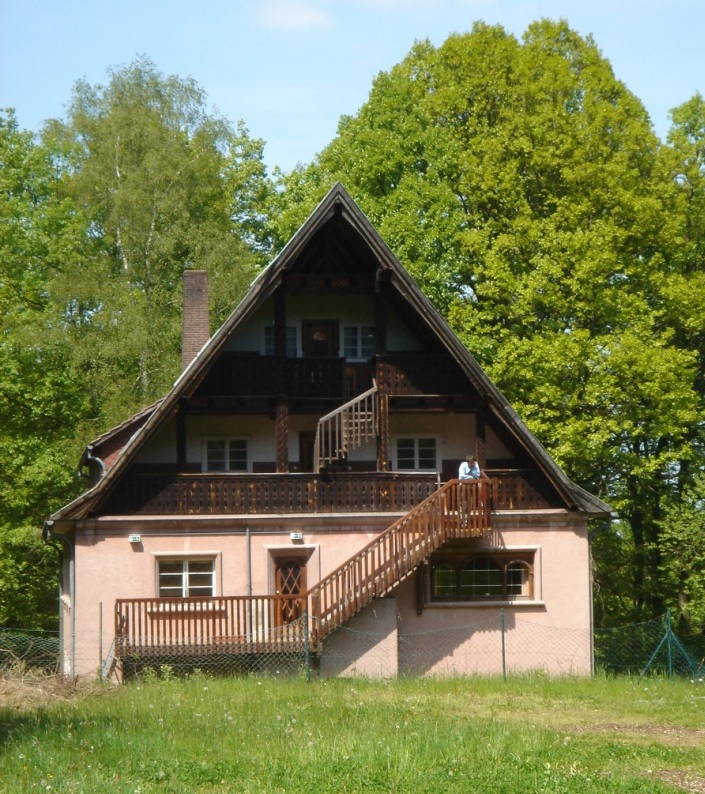
Loheland-Akademie

Die Loheland-Gymnastik ist eine Form der Gymnastik, also eine Kunst der Leibesübungen. Die Loheland-Gymnastik basiert wie die Waldorfschulen und die Eurythmie auf der Anthroposophie. Die Begründerinnen der Gymnastik waren Louise Langgaard und Hedwig von Rohden zu Beginn des 20. Jahrhunderts.

## Zweck
Der Zweck der Gymnastik beruht auf der allgemeinen und gleichmäßigen Ausbildung des Körpers. Sie unterscheidet sich von der Athletik, die den Körper durch einseitige Übungen zu einzelnen hervorragenden Leistungen geschickt machen will, und von der Agonistik, die bei ihren Übungen vorzugsweise das Auftreten in Wettkämpfen im Auge hat.

## Ausbildung zum Gymnastiklehrer
Siehe auch: Reformprojekt Loheland
Neben den Leibesübungen und dem Sportabzeichen umfasst die Ausbildung zum Gymnastiklehrer in Loheland naturwissenschaftliche Studien zur Kindergarten- und Schulpädagogik, Anatomie, Psychologie, Sportmedizin und Salutogenese. Des Weiteren umfasst das Studium Massage, Schwangerschaftsgymnastik, pflegerische und orthopädische Gymnastik, Bewegungstherapie, Tanz, Rhythmik sowie Wasser- und Sportgymnastik.
Die Ausbildung zum Gymnastiklehrer für Loheland-Gymnastik fand bis zum Sommer 2009 in Deutschland in Loheland bei Fulda statt. Nach kurzer Pause startete noch einmal im September 2004 das erste Semester der dreijährigen Ausbildung zum staatlich geprüften und anerkannten Gymnastiklehrer. In der „Loheland-Akademie“ wurde in einem Studiengang zusätzlich die Ausbildung mit einer Doppelqualifikation wahlweise zum Gesundheitspädagogen oder Kreativpädagogen erweitert.  Die Studierenden befassten sich mit Bewegungsbildung, Bewegungsgestaltung, Haltungsschulung, Tanz, Rhythmik, Bewegungstherapie, pflegerischer und orthopädischer Gymnastik, Motopädie, Schwangerschaftsgymnastik, Atempflege, Massage, Sport- und Wassergymnastik.
Dieser Studiengang wurde im Sommer 2009 beendet, ein Neubeginn war nicht geplant.
Im Stummfilm Wege zu Kraft und Schönheit aus Jahr 1925 wird unter anderem die Körper-Kultur der Lohelandschule demonstriert.